# Осоговія
Осоговія (болг. Осоговия, мак. Осоговија) — історико-географічна область Македонії, нині розділена між Болгарією та Північною Македонією.

## Географія
Охоплює порівняно низькі східні і південно-східні схили гірського масиву Осогово, долину гірської течії річки Єлешниця, долину течії річки Кам'яниця та інших правих приток середньої течії річки Брегалниця. На південний схід Осоговія прямує до сідловини Црна-Скала, за якою починається історико-географічна область Піянец.
Нині на території Осоговії знаходяться сучасні адміністративно-територіальні одиниці двох сусідніх балканських держав — громада Македонська-Камениця Північної Македонії на сході та громада Невестино Болгарії на заході.